# 新霍姆鎮區 (密蘇里州貝茨縣)
新霍姆鎮區（英語：New Home Township）是位於美國密蘇里州貝茨縣的一個行政鎮區。

## 地方資料
新霍姆鎮區的面積為115.60平方千米，當中陸地面積為115.32平方千米，而水域面積為0.28平方千米。根據2020年美國人口普查的數據，當地共有人口83人，而人口密度為每平方千米0.72人。